# Všichni musí být v pyžamu
Všichni musí být v pyžamu je filmová hořká komedie režiséra Jaroslava Papouška z roku 1984. Snímek je inspirován divadelní hrou Vrať mi to pyžamo! Vlastimila Venclíka, s nímž Papoušek často spolupracoval.
Zobrazuje peripetie účetního Řehoře Maršíčka, který se po prodělaném infarktu rozhodne změnit povolání (stane se kontrolorem zaměstnanců v pracovní neschopnosti) i životní návyky, což se mu ale nedaří dle svých představ. V hlavní roli se představí František Husák, který se objevil dříve mj. ve volné trilogii o Homolkových. Ve filmu několikrát zazní Malá noční hudba od skladatele W. A. Mozarta.

## Obsazení
| František Husák        | Řehoř Maršíček                                         |
| Iva Janžurová          | Boženka Kolářová, kolegyně a posléze přítelkyně Řehoře |
| Josef Kemr             | otec Řehoře                                            |
| Eliška Balzerová       | pacientka ing. Marcela Beková                          |
| Marie Rosůlková        | Marie Dvořáková, přítelkyně Maršíčka st.               |
| Petr Čepek             | Bohouš Fibich                                          |
| Ivana Nováčková        | Helena Fibichová, pacientka a manželka Bohouše         |
| Petr Janda             | Vláďa, Boženčin syn                                    |
| Tereza Pokorná         | Blanka, Boženčina snacha                               |
| Karel Heřmánek         | Béďa Suk, pacient                                      |
| Jan Hartl              | Jiří, milenec Heleny Fibichové                         |
| Dana Syslová           | zdravotní sestřička                                    |
| Blanka Waleská         | Marie Tvarůžková, přítelkyně Maršíčka st.              |
| Jaroslava Obermaierová | Miluše, bývalá Řehořova manželka                       |
| Hana Talpová           | Lída, bývalá Řehořova spolužačka                       |
| Valentina Thielová     | kontrolorka nemocných zaměstnanců                      |
| Marie Mottlová         | sousedka                                               |
| Ladislav Gerendáš      | malíř pokojů Holeček, pacient                          |
| Jan Skopeček           | recepční na hotelu                                     |

## Děj
Bezdětný a rozvedený bývalý účetní Řehoř Maršíček prodělá infarkt, po němž se rozhodne nalézt si klidnější zaměstnání a zároveň změnit své životní návyky. Inspiruje se u zdravotní sestřičky a dá se na zdravou výživu, odepře si alkohol a cigarety a zakáže si seznamování se ženami. Bývalé manželce nechal zařízenou garsoniéru a sám žije v rozestavěné vilce. Otec, ačkoli pobývá v domově důchodců, je velký sukničkář, který ho od jeho záměrů vzdát se žen a tučného jídla odrazuje.
Maršíček vilu prodá zámožné cikánské rodině a koupí malý domek se zahrádkou, kde hodlá pěstovat zeleninu. Změní povolání, začne provádět dozor nad dodržováním léčebného režimu práce neschopných. Doufá, že tato funkce bude korespondovat s jeho novým životním stylem, bude v pohybu a může dokonce pro své ideály získat další lidi. Nejde to však podle jeho představ.
Prvního pacienta Holečka nachytá při malování pokoje, je evidentní a Holeček to ani nepopírá, že šel na nemocenskou kvůli tomuto účelu. Při jedné z dalších kontrol se připlete do hádky manželů Fibichových, v níž figuruje i milenec manželky. Pacient Béďa Suk mu doma ukáže svou pornografickou sbírku a věnuje mu několik lechtivých fotografií. Předsevzetí vyhýbat se alkoholu a ženám vezmou za své při návštěvě cikánského pacienta v maringotce, kde mu starší cikánka vnutí panáka slivovice. Řehoře pak zlákají dvě děvčata v sousední maringotce a on se nezřízeně opije.
Řehoře svádí kolegyně Boženka Kolářová a on zakrátko jejím námluvám podlehne. Zatímco po návštěvě baru jde k ní do bytu (kde je i její syn se snachou), jeho domek vzplane od zapomenuté zaplé žehličky. Řehoř tak přichází i o své útočiště a je nucen bydlet dočasně na hotelovém pokoji. Boženka se mu snaží i nadále pomáhat. Při cestě k další pacientce potká bývalou spolužačku Lídu, která jej pozve k sobě domů a návštěva skončí opět silným alkoholovým opojením. V tomto stavu se po vyhození Lídou vydá za pacientkou ing. Marcelou Bekovou. Zde usne v její posteli. Ing. Beková se zželí a nakonec jej odveze do hotelu. Řehoř si opožděně vzpomněl, že má naplánováno divadelní představení společně s Boženkou.
Situaci později zkomplikuje bývalá Řehořova manželka Miluše, která se s Boženkou porve. Tato lapálie nastane především kvůli Řehořově nerozhodnosti a nevyváženosti. Boženka o něj ztratí zájem. Řehoř se neúspěšně snaží zajistit nějaké bydlení, přičemž si neodepře láhev vodky. Prodělá druhý infarkt, po němž se v nemocnicí zapřisahá, že tentokrát už odolá veškerým svodům a nalezne klid a mír v duši.